# Anaid Iplicjian
Anaid Iplicjian (née le 24 octobre 1935 à Berlin) est une actrice allemande.

## Biographie
D'origine arménienne, elle grandit à Mondsee, en Autriche. À la demande de ses parents, elle va à une école de mode. Ensuite, elle suit les cours du Mozarteum pour être comédienne. Elle fait sa première apparition sur scène en 1953 au Stadttheater Klagenfurt. En 1955, elle fait plusieurs théâtres de Graz puis est engagée de 1957 à 1959 au Hessisches Staatstheater. En 1960, elle s'installe à Munich pour faire partie du Kammerspiele. Elle y obtient son premier rôle au cinéma dans Eine Frau fürs ganze Leben (en). Cependant elle privilégie le théâtre.
Après un engagement de 1966 à 1971 au Niedersächsisches Staatstheater Hannover (de), elle devient une actrice indépendante. Elle joue tour à tour au Theater am Dom à Cologne, au Fritz Rémond Theater (de) à Francfort, au festival de Bad Hersfeld, au Ernst Deutsch Theater à Hambourg, à la Comédie de Munich, au Theater in der Josefstadt et au Volkstheater à Vienne, mais le plus souvent au Theater am Kurfürstendamm et à la Comédie de Berlin. Elle participe aussi à de nombreuses tournées.
Elle est la présentatrice du Concours Eurovision de la chanson 1957. L'année suivante, elle présente le concours de sélection allemande pour le Concours Eurovision de la chanson 1958. Plus tard, elle joue dans des téléfilms et des séries télévisées. Elle fait de plus en plus d'apparitions depuis 2000.
En 1972, elle reçoit le Hersfeld-Preis. En 1990, elle obtient le Curt Goetz-Ring pour sa carrière théâtrale.
Elle est mariée avec le réalisateur Herbert Kreppel.

## Filmographie sélective
Cinéma
- 1960: Eine Frau fürs ganze Leben (en)
- 1961: Die Stunde, die du glücklich bist
- 1964: Tonio Kröger

Téléfilms
- 1964: Nachtzug D106
- 1965: Verhör am Nachmittag
- 1983: Der Trotzkopf
- 1993: Der große Bellheim
- 2003: Le Choix d'Irina

Séries télévisées
- 1972: Der Kommissar: Blinde Spiele
- 1975: Sonderdezernat K1 (de): Doppelspiel
- 1975: Inspecteur Derrick: Paddenberg
- 1978: Le Renard: Refroidissement en été
- 1980: Inspecteur Derrick: Une forte personnalité
- 1981; 1983: Das Traumschiff (de)
- 1984: Inspecteur Derrick: Une jeune fille en jean
- 1989: Kommissar Klefisch: Ein Fall für Onkel
- 1992: Inspecteur Derrick: Si Dieu était une femme
- 1994: Rosamunde Pilcher – Karussell des Lebens
- 1997: Kommissar Schimpanski
- 2001: Rosamunde Pilcher – Küste der Träume
- 2001: Tatort – Tot bist du!
- 2003: Schlosshotel Orth (de): Junge Liebe
- 2004: Soko brigade des stups: Tot in der Presse
- 2009: Commissaire Brunetti: Requiem pour une cité de verre

## Source de la traduction
- (de) Cet article est partiellement ou en totalité issu de l’article de Wikipédia en allemand intitulé « Anaid Iplicjian » (voir la liste des auteurs).